# سیارک ۶۸۶۸
سیارک ۶۸۶۸ (به انگلیسی: 6868 Seiyauyeda، نامگذاری:1992HD) شش هزار و هشتصد و شصت و هشتمین سیارک کشف شده‌است که در ۲۲ آوریل ۱۹۹۲ کشف شد.